# Luftseilbahn Weggis–Rigi Kaltbad

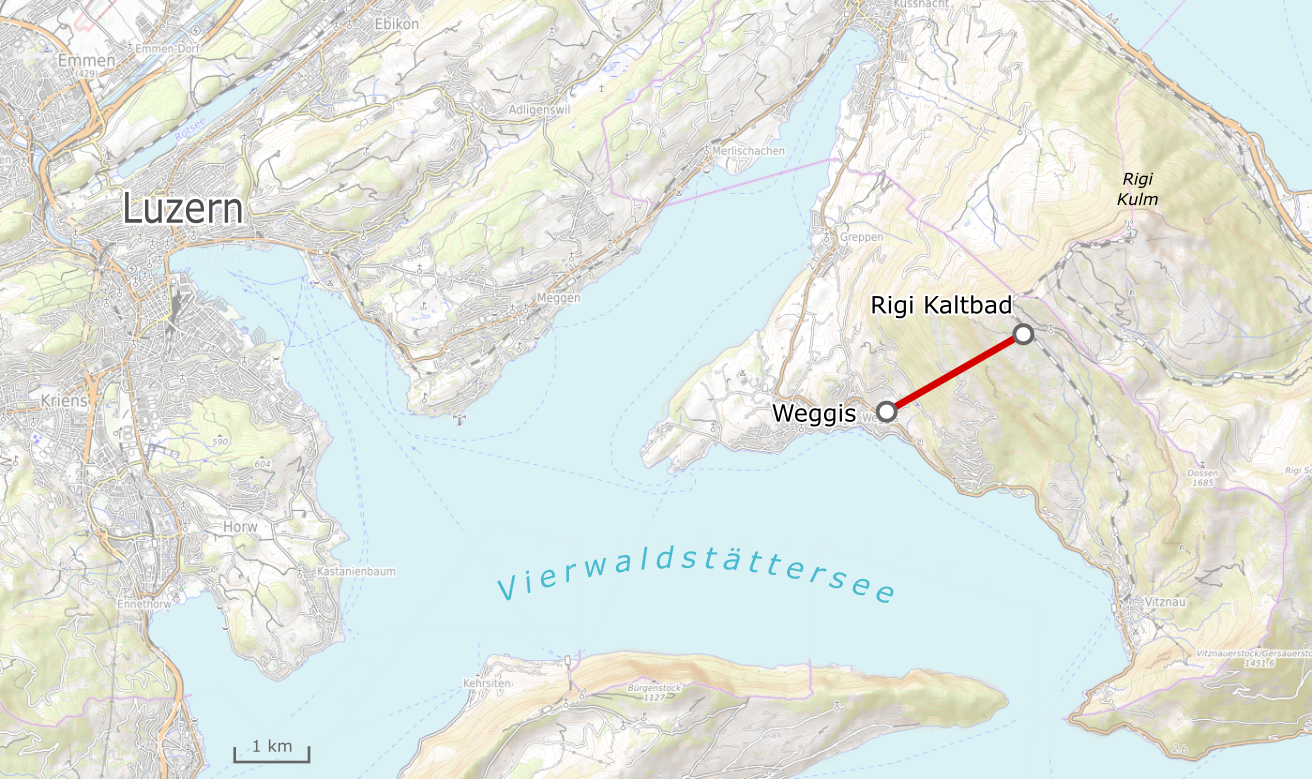
Lagekarte

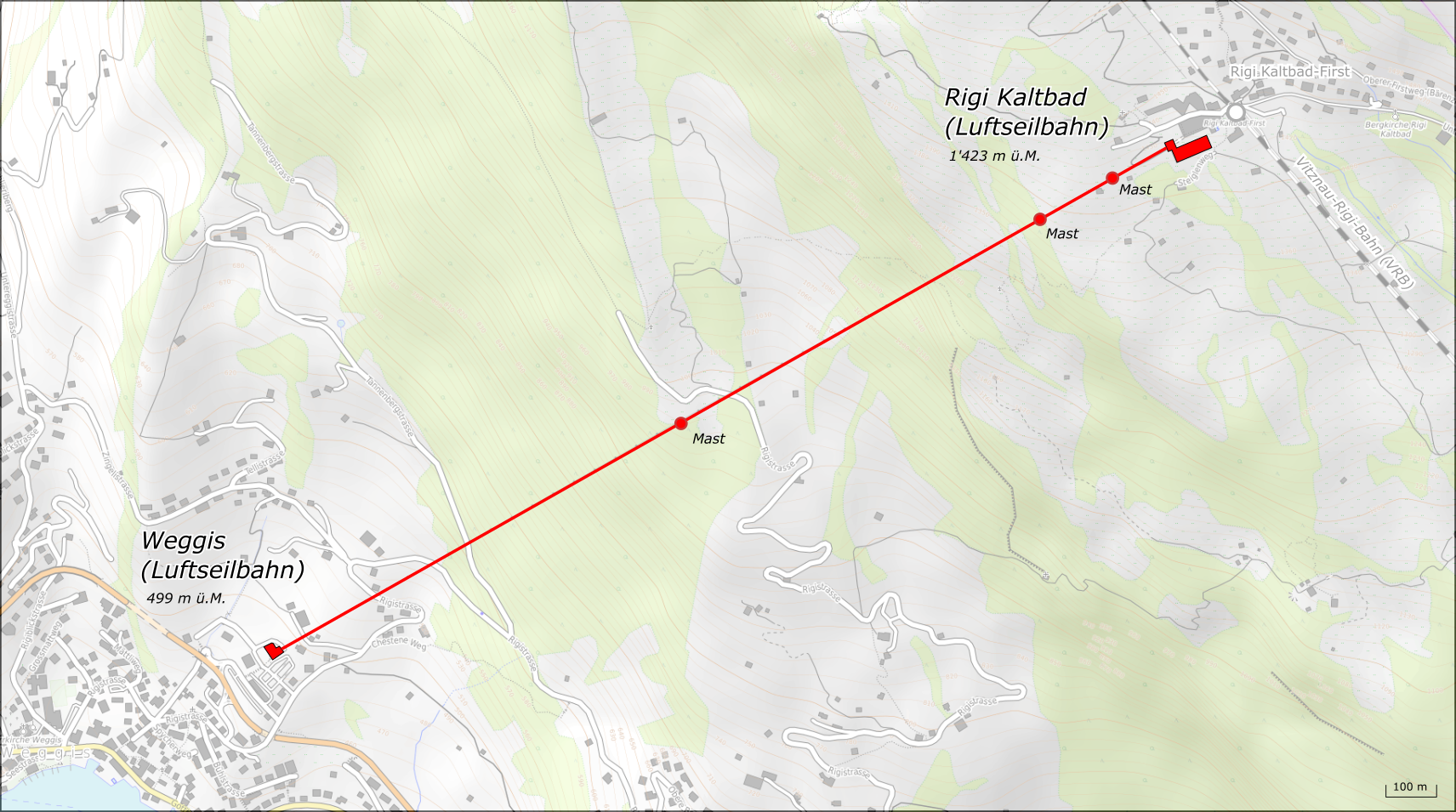
Lagekarte

Die Luftseilbahn Weggis–Rigi Kaltbad, abgekürzt LWRK, ist eine Luftseilbahn in der Schweiz, die von Weggis am Vierwaldstättersee zum 924 m höher gelegenen Ferienort Rigi Kaltbad auf 1423 m ü. M. führt. Die 2,3 km lange Pendelbahn wurde am 15. Juli 1968 eröffnet und wird durch die Rigi Bahnen AG betrieben.

## Geschichte
Vor dem Bau der Vitznau-Rigi-Bahn war Weggis der wichtigste Ausgangspunkt für die Besteigung der Rigi. Durch die Zahnradbahn verlor der Ort an Fremdenverkehr, weshalb bereits 1888 ein Konzessionsgesuch für eine Bergbahn von Weggis zum Aussichtspunkt Känzeli eingereicht wurde. Die Standseilbahn sollte von den Bergbahnpionieren Bucher und Durrer gebaut werden. Das Gesuch wurde noch im gleichen Jahr abgelehnt, weil nach Ansicht des Bundesrates mit der Vitznau-Rigi-Bahn (VRB) und der Arth-Rigi-Bahn (ARB) bereits genügend Bergbahnen auf die Rigi führen würden und dem Hinweis, dass gemäss Konzession der VRB während 30 Jahren nach Erteilung der Konzession für diese Bahn keine weitere Bergbahn auf die Rigi bewilligt werden dürfe.
In den 1960er-Jahren bemühte sich Weggis abermals um eine Konzession für eine Bergbahn auf die Rigi, diesmal eine Luftseilbahn. Obwohl sich diesmal auch wieder die VRB gegen die Bahn wehrte, kam das Projekt zustande. Die Konzession für die Schwebebahn wurde am 24. September 1964 erteilt. Zuvor hatte sich das Initiativkomitee mit der VRB geeinigt und ihr den Bau und Betrieb der Seilbahn übertragen. Die Bergstation der von Garaventa gebauten Bahn wurde in den neu errichteten Hotel- und Sportkomplex bei Rigi Kaltbad integriert.
Die Bahn erhielt 1993 neue Kabinen für 76 Fahrgäste, die alten Kabinen fassten 80 Personen.
Im Herbst 2022 lief die Konzession der bestehenden Bahn aus. Sie soll durch eine Umlaufseilbahn mit 21 Gondeln ersetzt werden, deren Baukosten auf ca. 20 Mio. SFr. geschätzt wird. Im Gegensatz zur bestehenden Schwebebahn mit drei Masten wird die neue elf Masten benötigen und soll bis zu 800 Personen pro Stunde befördern können mit der Möglichkeit, die Kapazität auf das Doppelte auszubauen. Im Vorfeld wurde auch die Machbarkeit einer 3S-Bahn untersucht. Das Projekt hätte den Vorteil gehabt, dass wie bei der alten Bahn nur drei Masten nötig gewesen wären, es hätten aber die Stationen deutlich vergrössert werden müssen, was vor allem bei der Bergstation zu Problemen geführt hätte. Ausserdem wäre das Projekt teurer geworden und hätte zu viel Kapazität gehabt, was im Rahmen der Overtourism-Diskussion an der Rigi unerwünscht war.
Das im Frühjahr 2020 veröffentlichte Gutachten der Eidgenössischen Natur- und Heimatschutzkommission (ENHK) hat das geplante Gondelbahn-Projekt wohlwollend beurteilt, was das Projekt zusätzlich gestützt hat.
Im Frühjahr 2021 haben die Rigi-Bahnen bekannt gegeben, dass sie das Projekt redimensionieren wollen. Insbesondere sollen die Stationen vereinfacht werden, damit die Kosten für das Gondelbahn-Projekt in einem finanzierbaren Rahmen bleiben. Die Konzession der bestehenden Pendelbahn konnte hierzu verlängert werden.